# Mattel
Mattel, Inc. è un'azienda di giocattoli statunitense con sede a El Segundo. È la seconda al mondo nel settore per fatturato, preceduta solo da Lego. I suoi prodotti più celebri sono Barbie, Monster High, Big Jim, i modellini Hot Wheels e Matchbox, la serie di action figure Masters of the Universe e le carte da gioco UNO. Produce anche giochi da tavolo e negli anni Ottanta è stata attiva anche nel settore videoludico, realizzando console e videogiochi.

## Storia
La Mattel è stata fondata nel 1945 da Elliot Handler e Harold "Matt" Matson, la cui fusione dei nomi (il soprannome di Matson, "MATT", più le prime due lettere del nome di Handler, "EL") diede origine al marchio. Ruth Handler, moglie di Elliot, ne assunse in seguito la presidenza.
Inizialmente la Mattel produceva cornici per fotografie e, solo marginalmente, accessori per case di bambole. Quest'ultima attività diventerà via via più redditizia della prima, finché la produzione di giocattoli venne riconosciuta come principale attività della società.
Nel 1959, in seguito a una visita in Europa dove viene a conoscenza della bambola Bild Lilli, Ruth Handler progetta la bambola "adulta" Barbie. Nel 1970 nasce l'action figure Big Jim, ispirata a G.I. Joe della Hasbro, con cui si pone in diretta concorrenza; viene commercializzata a partire dal 1972 soprattutto negli Stati Uniti, in Europa e in Messico.
La società ha avuto periodi di fortuna alterni. Nel novembre del 1975 la Mattel viene criticata con l'accusa di aver diffuso informazioni false per dare l'impressione di una crescita del suo volume d'affari non corrispondente alla realtà. Tuttavia, l'ascesa economica di Mattel diventa ben presto reale, ed è soprattutto dovuta alla realizzazione di una serie di linee di prodotti di enorme successo.
Tra la fine degli anni ottanta e l'inizio dei novanta la Mattel è anche il distributore ufficiale della console NES (Nintendo) in Europa e in Canada. Nel 1993 si fonde con un'altra grande casa produttrice di giocattoli, la Fisher-Price, e nel 1996 acquisisce Tyco Toys, all'epoca la terza casa produttrice di giocattoli del mondo e detentrice del marchio View-Master, popolare visore stereoscopico in produzione fin dal 1939.
Nel 2010 escono le Monster High, una linea di bambole "gothic Barbie", che nel 2013 fanno guadagnare a Mattel più di 1,5 miliardi di dollari, così da diventare uno dei prodotti più importanti dell'azienda.

## Controversie
- Nel 2007 la società ha dovuto ritirare più di venti milioni di giocattoli prodotti in Cina per la loro pericolosità. I giocattoli utilizzavano vernici al piombo che potevano rilasciare sostanze tossiche tramite contatto o ingestione.[1]

## Nella cultura di massa
- Il marchio Mattel compare sull'Hoverboard utilizzato da Marty McFly nei film Ritorno al futuro Parte II e Ritorno al futuro Parte III.

## Prodotti (parziale)
| Prodotto (nome italiano)            | Prodotto (nome originale)          | Anno inizio produzione | Anno fine produzione | Note |
| ----------------------------------- | ---------------------------------- | ---------------------- | -------------------- | --- |
| American Girl                       | American Girl                      | 1986                   | in produzione        | Linea di bambole. |
| Barbie                              | Barbie                             | 1959                   | in produzione        | La più fortunata tra le linee di bambole, con protagonista Barbara "Barbie" Millicent Roberts. |
| Big Jim                             | Big Jim/Mark Strong                | 1972                   | 1986                 | Dismessa negli Stati Uniti a partire dal 1977, è stata una delle linee di action figure più popolari in Europa e in particolare in Italia. I corpi sono stati utilizzati per realizzare anche altre serie indipendenti e personaggi singoli come le serie Karl May, How The Whest Was Won, Grizzly Addams o i personaggi di Tarzan e Capitan Futuro. |
| Blokus                              | Blokus                             | 2009                   | in produzione        | |
| Cherry Merry Muffin                 | Cherry Merry Muffin                | 1988                   | 1990                 | Linea di bambole: i personaggi erano Cherry Merry Muffin e le sue amichette, tutte giovanissime cuoche. |
| Dinky Toys                          | Dinky Toys                         | 1997                   | in produzione        | Linea di modelli di veicoli, aerei, navi e astronavi. Originalmente di proprietà della Meccano, alla sua chiusura, nel 1979, è passata alla Matchbox e, dal 1997, con l'acquisizione di quest'ultima, alla Mattel. |
| DC Super Hero Girls                 | DC Super Hero Girls                | 2016                   | in produzione        | |
| Eroi in azione                      | Heroes in action                   | 1975                   | 1980                 | Linea di soldatini snodabili con meccanismo che li faceva "muovere", in modo da compiere azioni preordinate. |
| Ever After High                     | Ever After High                    | 2013                   | 2017                 | Spin off di Monster High, ha avuto inizialmente un buon successo ma a causa della crisi di Mattel e delle poche vendite, nel 2017 ne è stato disposto il ritiro dalla produzione. |
| La Famiglia Cuore                   | The Heart Family                   | 1985                   | 1989/1990            | Linea di bambole derivata da quella di Barbie avendo infatti per protagonisti due amici di lei - un uomo e una donna, Todd e Tracy - che convolano a nozze per poi diventare genitori. |
| La Famiglia Felice                  | The Sunshine Family                | 1974                   | 1978                 | |
| Fijit Friends                       | Fijit Friends                      | 2011                   | 2013                 | Linea di bambole. |
| Food Fighters                       | Food Fighters                      | 1988                   | 1989                 | Linea di Action figure dall'aspetto di cibi antropomorfi vestiti come militari. |
| Hot Wheels                          | Hot Wheels                         | 1968                   | in produzione        | Modellini di automobili in metallo. Linea originaria della Mattel, principale concorrente della Matchbox della Tyco Toys fino al 1996, quando la prima acquisì la seconda. |
| Intellivision                       | Intellivision                      | 1979                   | 1991                 | Console per videogiochi. |
| Iridella                            | Rainbow Brite                      | 1983                   | in produzione        | Linea di bambole ispirata ai colori dell'arcobaleno; nel 2015 è stata rilasciata una nuova collezione, venduta esclusivamente online. |
| Jurassic World - Il regno distrutto | Jurassic world fallen kingdom      | 2018                   | in produzione        | Linea con dinosauri dei film e aggiuntivi e set con personaggi e veicoli o personaggio o dinosauro e personaggio e così via (nota: da questa linea ne sono uscite altre basate su Jurassic World - Nuove avventure, Jurassic World - Il dominio e della Trilogia di Jurassic Park).                                                                  |
| Karl May                            | Karl May                           | 1975                   | 1978                 | Linea di action figure per le quali venne utilizzato il corpo di Big Jim, distribuita in Germania e Nord Europa, ispirata ai personaggi creati dallo scrittore tedesco Karl May. I medesimi personaggi, con nomi diversi, vennero distribuiti anche negli altri paesi europei all'interno della linea Big Jim come "Gli amici del West".             |
| Lady Lovely                         | Lady Lovely                        | 1987                   | 1989                 | |
| Little Mommy                        | Little Mommy                       |                        | in produzione        | |
| Maglieria Magica                    | Knit Magic                         |                        | in produzione        | Strumento progettato per realizzare vestiti, riservato alle donne adulte (da non confondere con la Maglieria Magica della linea Barbie, pensata invece per le minorenni, con cui si possono ricavare gli abiti di Barbie e dei suoi amici). |
| Major Matt Mason                    | Major Matt Mason                   | 1966                   | 1970                 | Action figure in gomma snodabile con anima di filo di ottone di fine anni sessanta a tematica "astronautica". |
| Masters of the Universe             | Masters of the Universe            | 1981                   | 1988                 | Linea di Action figure in stile fantasy eroico. |
| Matchbox                            | Matchbox                           | 1996                   | in produzione        | Linea di modellini di automobili in metallo. Originariamente prodotta dalla Tyco Toys, di cui la linea Hot Wheels della Mattel era la principale concorrente, venne acquisita da quest'ultima nel 1996. |
| Mattel Electronics                  |                                    |                        |                      | Linea di prodotti per lo più consistenti in videogiochi, introdotta sul mercato negli anni settanta. |
| Max Steel                           | Max Steel                          | 1999                   | in produzione        | Erede del Big Jim, era originariamente una action figure da 12" "vestibile" calata in una tematica d'azione, spionistica con sfumature fantascientifiche; è una action figure di 6", meno snodabile e non "vestibile", inserita in una tematica completamente fantascientifica.                                                                      |
| Monster High                        | Monster High                       | 2010                   | in produzione        | La seconda linea più importante di Mattel dopo Barbie: ha riscosso un enorme successo, portando avanti ideali con lo slogan "Sii unico, sii te stesso, sii mostro". |
| My Scene                            | My Scene                           | 2002                   | 2010                 | Linea di bambole. |
| Othello                             | Reversi                            |                        |                      | |
| Pictionary Air™                     | Pictionary Air™                    | giugno 2019            | in produzione        | Gioco da tavolo. Comprende 112 carte stampate fronte retro, un porta carte ed una penna bluethooth. Collegando la penna all'applicazione Pictionary Air, è possibile disegnare le parole indicate dalle carte in realtà aumentata |
| Polly Pocket                        | Polly Pocket                       | 1998                   | in produzione        | Linea di bambole prodotta inizialmente dalla britannica Bluebird Toys, dal 1989, e distribuita dalla Mattel, nel 1998 è stata acquistata dall'azienda statunitense che l'ha ridisegnata modificandola sensibilmente. |
| Poochie                             | Poochie                            |                        |                      | |
| Princess Of Power                   | Princess Of Power                  | 1985                   | 1987                 | Linea di action figure in stile fantasy eroico, derivata da Masters of the Universe. |
| Radar Gun                           | Radar Gun                          |                        |                      | |
| Retro-Action DC Superheroes         | Retro-Action DC Superheroes        | 2009                   | 2011                 | Linea di action figure da 8 pollici (20 cm) raffiguranti i supereroi DC Comics, sullo stile delle classiche action figure della Mego degli anni settanta della linea World Greatest Superheroes, realizzata in collaborazione con la EMCE Toys, sotto la stretta supervisione di Paul Clarke e Joe Sena.                                             |
| Retro Action The Real Ghostbusters  | Retro Action The Real Ghostbusters | 2010                   | 2010                 | Linea di action figure da 8 pollici (20 cm) raffiguranti i personaggi della serie animata Ghostbusters, sullo stile delle classiche action figure della Mego degli anni settanta della linea World Greatest Superheroes, realizzata in collaborazione con la EMCE Toys, sotto la stretta supervisione di Paul Clarke e Joe Sena.                     |
| Rock Flowers                        | Rock Flowers                       | 1971                   | 1974                 | Linea di 5 bambole "hippy" da 7" con corpo in gomma flessibile e anima di filo di ottone, ispirata alla Dawn Doll della Topper. I personaggi venivano venduti con allegato disco 7" con incise due canzoni, una per lato, cantante da un gruppo omonimo formato appositamente come controparte "reale" dei giocattoli.                               |
| See'n'Say                           | See'n'Say                          |                        | in produzione        | Serie di giocattoli prescolastici "parlanti" o con suoni. Distribuiti inizialmente dalla Mattel, sono oggi parte del catalogo Fisher-Price. |
| Slime                               |                                    | 1976                   |                      | |
| Uno                                 | Uno                                | 1971                   |                      | Gioco di carte non collezionabili. |
| View-Master                         | View-Master                        | 1997                   | 2019                 | Popolare stereoscopio a dischetti di 7 immagini stereoscopiche parallele, è in produzione dal 1939, ma è stato acquisito dalla sussidiaria della Mattel Fisher-Price solo nel 1997, in seguito all'assorbimento da parte di quest'ultima del marchio Tyco Toys, di cui il visore stereoscopico era proprietà fin dal 1989.                           |
| Winx Club                           | Winx Club                          | 2004                   | 2008                 | Produzione basata sull'omonima serie tv. |